# جوزيبي باتيستون
جوزيبي باتيستون (بالإيطالية: Giuseppe Battiston)‏ هو ممثل إيطالي، ولد في 22 يوليو 1968 في إيطاليا.

## وصلات خارجية
- جوزيبي باتيستون على موقع IMDb (الإنجليزية)
- جوزيبي باتيستون على موقع ميتاكريتيك (الإنجليزية)
- جوزيبي باتيستون على موقع روتن توميتوز (الإنجليزية)
- جوزيبي باتيستون على موقع ألو سيني (الفرنسية)
- جوزيبي باتيستون على موقع ميوزك برينز (الإنجليزية)
- جوزيبي باتيستون على موقع أول موفي (الإنجليزية)
- جوزيبي باتيستون على موقع قاعدة بيانات الأفلام السويدية (السويدية)
- جوزيبي باتيستون على موقع ديسكوغز (الإنجليزية)
- جوزيبي باتيستون على موقع قاعدة بيانات الفيلم (الإنجليزية)
- جوزيبي باتيستون على موقع كينوبويسك (الروسية)